# Dios, el Universo y Todo lo Demás
Dios, el Universo y Todo lo Demás (en inglés, God, the Universe and Everything Else) es un documental de 1988 en el que participan Stephen Hawking, Arthur C. Clarke y Carl Sagan, y que está moderado por Magnus Magnusson. En él se habla de la teoría del Big Bang, de Dios/es y de la posibilidad de vida extraterrestre.